# Väteatomen
Väteatomen är ett av få system för vilket det finns en exakt kvantmekanisk beskrivning. Systemet består av två laddade partiklar, den positivt laddade atomkärnan och en negativt laddad elektron. Lösningarna för väteatomen och vätelika system ligger till grund för mycket av vår kunskap och teori om atomer och molekyler samt även hur det periodiska systemet är uppbyggt.

## Kvantmekanisk beskrivning
Den tidsoberoende, icke-relativistiska hamiltonoperatorn för ett vätelikt system består av den kinetiska energioperatorn och Coulombväxelverkan mellan den positivt laddade atomkärnan med laddningen {\displaystyle Z} och den negativt laddade elektronen. Om vi ignorerar eventuell inverkan från spinn och använder den reducerade massan {\displaystyle \mu }, kan detta skrivas:
{\displaystyle \left(-{\frac {\hbar ^{2}}{2\mu }}\nabla ^{2}-{\frac {Ze^{2}}{4\pi \epsilon _{0}r}}\right)\psi (r,\theta ,\phi )=E\psi (r,\theta ,\phi )}
som i sfäriska koordinater blir:
{\displaystyle -{\frac {\hbar ^{2}}{2\mu }}\left[{\frac {1}{r^{2}}}{\frac {\partial }{\partial r}}\left(r^{2}{\frac {\partial \psi }{\partial r}}\right)+{\frac {1}{r^{2}\sin \theta }}{\frac {\partial }{\partial \theta }}\left(\sin \theta {\frac {\partial \psi }{\partial \theta }}\right)+{\frac {1}{r^{2}\sin ^{2}\theta }}{\frac {\partial ^{2}\psi }{\partial \phi ^{2}}}\right]-{\frac {Ze^{2}}{4\pi \epsilon _{0}r}}\psi =E\psi }

## Lösning
Denna partiella differentialekvation kan lösas med variabelseparation och kan skrivas som en radiell del och en vinkelberoende del,
{\displaystyle \psi _{n\ell m}=R_{n\ell }(r)\,Y_{\ell m}(\theta ,\varphi )}
där den radiella delen {\displaystyle R_{n\ell }(r)} beror på huvudkvanttalet {\displaystyle n} och banrörelsemängdmomentkvanttalet {\displaystyle \ell } och där klotytefunktionerrna {\displaystyle Y_{\ell m}(\theta ,\varphi )\,} innehåller allt vinkelberoende och beror på banrörelsemängdmomentkvanttalet {\displaystyle \ell } och kvanttalet {\displaystyle m}.
Genom att sätta Z=1 (en proton för t. ex. väte), kan den normaliserade stationära rumsberoende delen av vågfunktionen, given i sfäriska koordinater, uttryckas som:
{\displaystyle \psi _{n\ell m}(r,\theta ,\varphi )={\sqrt {{\left({\frac {2}{na_{0}}}\right)}^{3}{\frac {(n-\ell -1)!}{2n[(n+\ell )!]}}}}e^{-\rho /2}\rho ^{\ell }L_{n-\ell -1}^{2\ell +1}(\rho )Y_{\ell }^{m}(\theta ,\varphi )}
där:
{\displaystyle \rho ={2r \over {na_{0}}}},
{\displaystyle a_{0}} är Bohrradien,
{\displaystyle L_{n-\ell -1}^{2\ell +1}(\rho )} är generaliserade Laguerrepolynom av grad n − ℓ − 1, och

### Energier
Energinivåerna för denna icke-relativistiska väteatom i vakuum ges av
{\displaystyle E_{n}=-\left({\frac {Z^{2}\mu e^{4}}{32\pi ^{2}\epsilon _{0}^{2}\hbar ^{2}}}\right){\frac {1}{n^{2}}}=-\left({\frac {Z^{2}\hbar ^{2}}{2\mu a_{\mu }^{2}}}\right){\frac {1}{n^{2}}}=-{\frac {\mu c^{2}Z^{2}\alpha ^{2}}{2n^{2}}}.}

## Kvanttal
Kvanttalen n, ℓ och m kan anta följande värden:
{\displaystyle n=1,2,3,\ldots }
{\displaystyle \ell =0,1,2,\ldots ,n-1}
{\displaystyle m=-\ell ,\ldots ,\ell .}

## Orbitaler

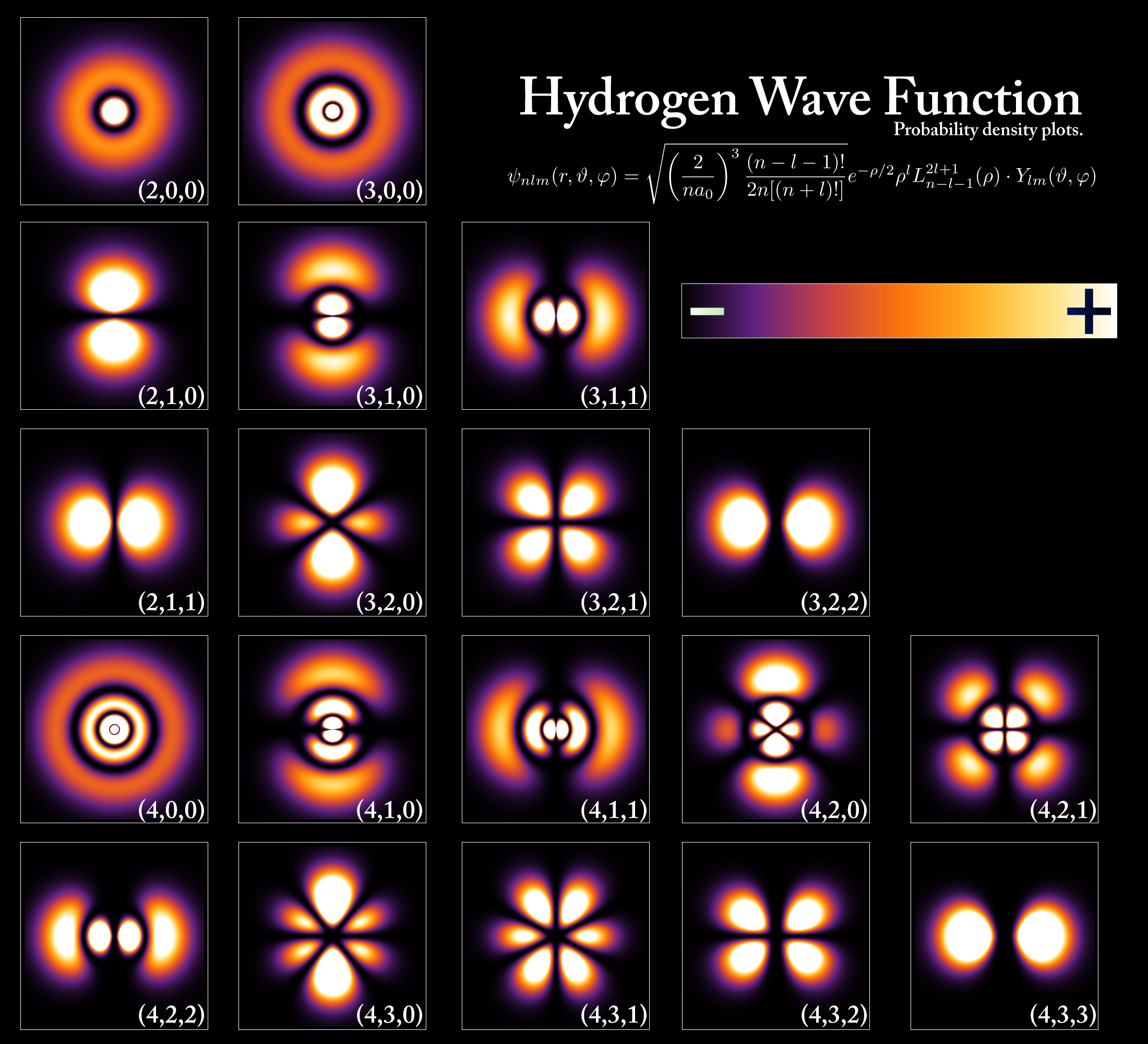
Strukturer hos orbitaler.

De stationära lösningarna till Schrödingerekvationen för väteatomen
{\displaystyle \psi _{nlm}=R_{nl}(r)\,Y_{lm}(\theta ,\phi )}
kallas atomorbitaler och definieras av värdena på kvanttalen n, ℓ, och m, som motsvarar elektronens huvudenerginivå, rörelsemängdsmoment och röreselmängdsmomentets vektorkomponent (det magnetiska kvanttalet). Varje orbital kan ockuperas av två elektroner med olika spinnkvanttal s (spinn upp och ner).
Dessa orbitaler betecknas ofta utifrån värdet på kvanttalet ℓ, som s-orbital, p-orbital, d-orbital och f-orbital som betecknar orbitaler med ℓ = 0, 1, 2 och 3. Dessa namn, tillsammans med värdet på n, används för att beskriva elektronkonfigurationer hos atomer. De härstammar från hur man tidigt beskrev spektrallinjer från alkalimetaller som sharp, principal, diffuse, och fundamental. Orbitaler med ℓ > 3 namnges sedan i alfabetisk ordning (undantaget j), alltså (g, h, i, k, …). Till exempel betecknas grundtillståndet för väteatomen 1s eftersom n=1, ℓ=0 och m=0.
Orbitaler i fleratomiga system, kallas ofta för molekylorbitaler och är superpositioner av väteatomens orbitaler.

## Lösning i p-rummet
Vågfunktionen i p-rummet (rörelsemängdsrummet) kan fås som Fouriertransformen av vågfunktionen i positionsrummet
{\displaystyle \phi (p,\vartheta _{p},\varphi _{p})=(2\pi \hbar )^{-3/2}\int e^{-i{\vec {p}}\cdot {\vec {r}}/\hbar }\psi (r,\vartheta ,\varphi )dV,}
vilket ger 
{\displaystyle \phi (p,\vartheta _{p},\varphi _{p})={\sqrt {{\frac {2}{\pi }}{\frac {(n-l-1)!}{(n+l)!}}}}n^{2}2^{2l+2}l!{\frac {n^{l}p^{l}}{(n^{2}p^{2}+1)^{l+2}}}C_{n-l-1}^{l+1}\left({\frac {n^{2}p^{2}-1}{n^{2}p^{2}+1}}\right)Y_{l}^{m}({\vartheta _{p},\varphi _{p}}),}
där {\displaystyle C_{N}^{\alpha }(x)} är Gegenbauerpolynom och {\displaystyle p} är i enheter av {\displaystyle \hbar /a_{0}^{*}}.